# Josef Ursin (Politiker, 1822)
Josef Ursin, bis 1866 Unsinn (* 13. Dezember 1822 in Michelhausen; † 29. März 1896 in Tulln) war ein österreichischer Politiker deutscher Nationalität und Mitglied im Reichsrat von Niederösterreich.

## Leben
Ursin war ein Tullner Kaufmann und Realitätenbesitzer.
Ursin hatte einen Sohn gleichen Namens, der ebenfalls Politiker war.

## Politik
Er wurde dreimal zum Bürgermeister von Tulln gewählt, nämlich 1870–72, 1876–78 und 1883–84. Obwohl Ursin ein Anhänger der Schönerer-Bewegung war, wurde er bei der Land- und Reichsratswahl von den Katholisch-Konservativen unterstützt. Die Zusammenarbeit enttäuschte aber und wurde nicht fortgesetzt, sodass er bei den nächsten Wahlen unterlag.